# Сидни (лек крайцер, 1912)
Вижте пояснителната страница за други значения на Сидни.
Сидни (на английски: HMAS Sydney) е лек крайцер на Кралският австралийски военноморски флот, известен с победата си в бой над знаменития рейдер „Емден“.

## История на службата
Заложен на 11 февруари 1911 г. на стапелите на фирмата London and Glasgow Engineering Company, спуснат е на вода на 29 август 1912 г. и през 1913 г. влиза в състава на австралийския флот. На 19 септември „Сидни“ пристига в Австралия.
С началото на Първата световна война крайцера взема активно участие в превземането на германските колонии в Тихия океан и защитата на морските комуникации на Антантата. През октомври 1914 г. „Сидни“ конвоира транспортите с АНЗАК.
На 1 ноември 1914 г., по време на съпровождането на поредния конвой съвместно с крайцера „Мелбърн“, командира на отряда, капитан 1-ви ранг М. Л. Силвър, получава радиограма от остров Дирекция, намиращ се на 55 мили на юг от курса на конвоя, сообщаваща за появата на подозрителен кораб на хоризонта. Предполагайки, че този кораб може да е германският рейдер, Силвър заповядва на „Сидни“ да вдигне пара и на пълен ход да се насочи към Кокосовите острови.

### Боя при Кокосовите острови
В 9:15 на „Сидни“ забелязват земя по курса, а след това, почти веднага, дим, който се оказва „Емден“, плаващ насреща. В 9:40 противниците откриват огън от голяма дистанция, като по-слабият „Емден“ уцелва австралийския кораб с третия си залп, който изважда от строя носовия далекомер и убива далекомерчика. „Сидни“ е по-бавен с определянето на дистанциите и пристрелката, но на двайсетата минута от боя немския крайцер започва да получава попадения, а към 10:20 губи предния си комин; също са извадени от строй системата за управление на огъня, рулевото управление и радиостанцията, липсва и електроенергия. Командирът на „Сидни“, капитан Глосъп, се старае да се държи на дистанция, за да използва преимуществата на своите по-далекобойни и тежки оръдия. В 11 часа повредения „Емден“ прекратява огъня и започва движение към брега. В този момент на хоризонта се появява германския въглевоз „Бюреск“, и „Сидни“ започва неговото преследване.
След потопяването на въглевоза, австралийския крайцер се връща към заседналия на плитчина „Емден“ и му предлага да се предаде; не получавайки отговор, капитан Глосъп заповядва да се открие огън, но след пет минути „Емден“ спуска флага си и капитулира. Загубите на „Сидни“ в боя са 3 убити и 8 ранени.

### Последваща служба
През 1915 г. „Сидни“ е преместен на европейския театър на военните действия и остава там до края на войната.
През 1922 г. крайцера има ред визити в портове на САЩ. През 1929 г. е предаден за скрап.

## Коментари
1. ↑  Всички данни се привеждат към момента на влизане в строй.